# Église Santa Maria de' Centurelli
L'église Santa Maria Santa Maria de' Centurelli (ou Santa Maria dei Cintorelli) est une église rurale, du début du  XVIe siècle, située sur  le territoire communal de Caporciano, dans la province de L'Aquila.

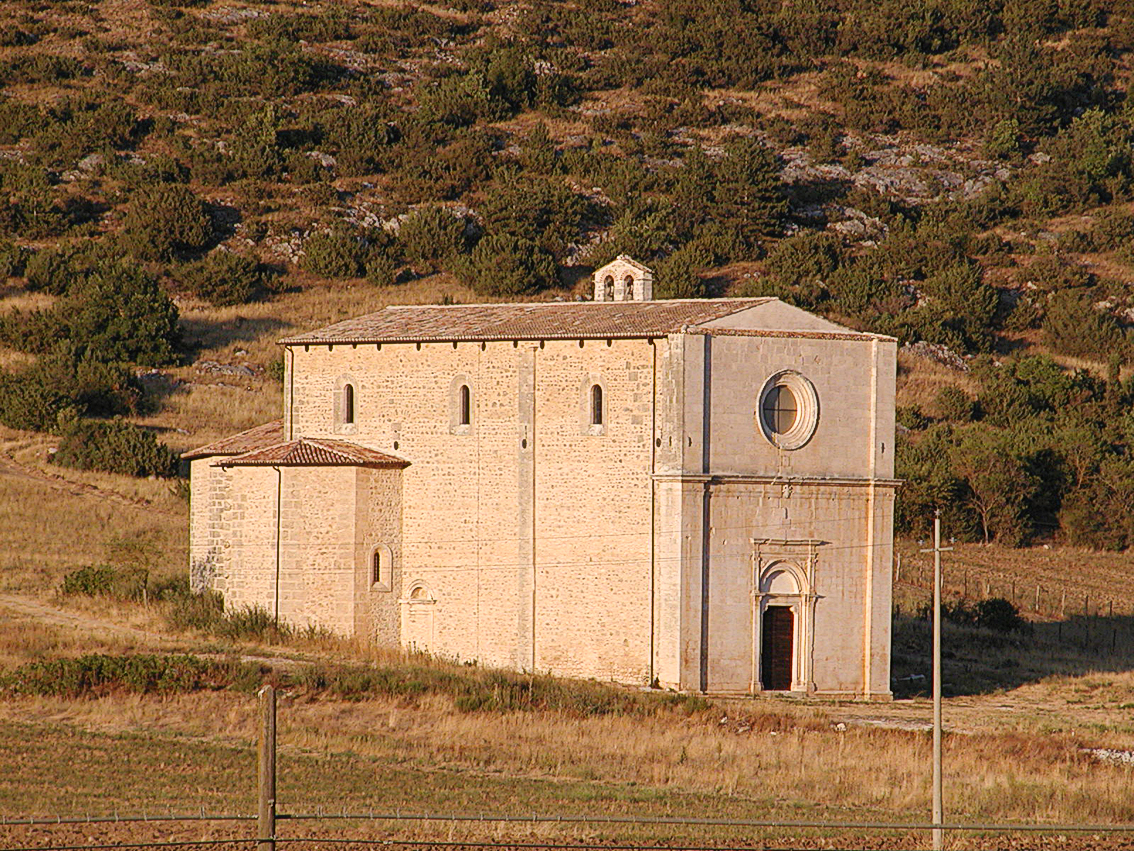
Côté gauche de l'église

## Histoire
L'édifice placé à la bifucartion des tratturi L'Aquila-Foggia (it)  et  Centurelle-Montesecco (it) fut le symbole d'un  carrefour stratégique à  l'époque où la transhumance jouait un rôle clé dans l'économie de l'Italie méridionale.
L'église actuelle est édifiée sur les vestiges de l'église Santa Maria in Coronula des Frati della Cintura, remontant à l'an mille. Placée sous la dédicace de la Vierge Marie, son appellation composée subit, au fil des ans, de nombreux changements, parmi lesquels Coronella, Centorella, Scentorella, Scentorelli, Centorellis, Incerulae et Cintorelli.
Selon la tradition, la construction de l'actuel édifice est commencée - à la suite d'un miracle survenu en  1502 - et complétée en  1561. Dans la moitié du XVIe siècle, la juridiction épiscopale et paroissiale de Caporciano était exercée par l'Ordre des Célestins, qui en  1560, stipula une convention avec les Deputati della fabbrica de Saint-Pierre à Rome - concernant les rentes et les offrandes de l'église - qui autorisait la pose des armoiries de l'Ordre sur la façade et la porte d'entrée ainsi que sur l'autel.
Au début du XIXe siècle, à la suite du déclin de la transhumance, le bâtiment se détériora   progressivement, de sorte qu'en 1877, lors de la dernière visite pastorale (it) de Mgr Luigi Filippi (it), l'église se trouvait déjà en état d'abandon, puis interdite de culte une première fois le 25 juillet 1905, et définitivement le 19 avril 1935.